# 長宗我部國親
長宗我部國親（1504年／1503年（『長元物語』）／1502年（『土佐國蟲簡集』）－1560年7月8日）是日本戰國時代於土佐國的大名，土佐七雄之一。父親是長宗我部兼序。兒子有長宗我部元親、香宗我部親泰等。綽號是野之虎（野の虎）。

## 生平
出生年有多種說法，一般以永正元年（1504年）為準，家中嫡男。幼名是千雄丸。
在通説中，父親兼序在永正5年（1508年）被本山氏等人攻陷居城岡豐城時自殺，而千雄丸則在家臣的保護下成功逃走，之後被一條房家養育（『土佐物語』）。永正15年（1518年），在一條房家的仲介下歸還本領江村鄉、廿枝鄉並返回岡豐城，後來盡力令長宗我部家再興（『長宗我部元親』，作者：山本大，1987年，吉川弘文館出版）。但是根據近年的研究，兼序被本山氏等人攻陷岡豐城後並沒有自殺，而是逃到土佐國內某地，在永正8年（1511年）與本山氏和山田氏達成和睦並恢復岡豐城城主的身份，於永正15年期間把家督讓予兒子國親。
接受兼任土佐守護的室町幕府管領細川高國的偏諱而改名為國親（弟弟國康亦一樣）。
國親登用吉田周孝並努力充實內政和軍備。天文13年（1544年），把自己的女兒嫁給往日的仇敵本山茂宗的嫡男茂辰（一說為茂宗對國親的力量日益強力而感到危機，於是進攻國親，後來在一條家仲介下結成婚姻（『土佐物語』）。異説是國親懼怕茂宗而向他提出婚姻的建議（『土佐軍記』））。
在天文16年（1547年）（有異說）進攻一條氏的支城大津城並攻滅天竺氏；接著令大津南部介良的横山氏屈服，殺死了在下田以勇猛著名的下田駿河守（在『土佐物語』中記載是「高名不能掩蓋的勇猛之士」（数度の高名隠れなき勇猛の士））並攻陷下田城；更令細川定輔（十市細川氏）屈服，把女兒嫁給定輔的次男池賴定的兒子池賴和來進行懷柔；於是成功制壓長岡郡南部。如此擴張勢力而令鄰近的領主感到恐懼，布師田和一宮的領主亦向國親降伏，於是成功制壓土佐郡西南部。而且在天文18年（1549年）秋天把將父親攻滅的仇敵山田氏消滅。還在弘治2年（1556年）把三男親泰送到香宗我部氏成為養子並令其從屬，在令土佐國人從屬的同時制壓高知平野。在天文年間末期剃髪入道並稱瑞應覺世（『土佐物語』記載剃髪的理由是在年幼時期失去了父母，後來幸運地成功復興長宗我部家，經歷了諸多苦難後，於是為了替父親祈福和加強歸依佛道的意志而入道）。
弘治元年（1555年），本山茂宗病死，國親的女婿茂辰成為繼承人，於是國親為了討伐本山氏而舉兵（因為茂宗死亡令本山氏受到很大打撃）。弘治2年（1556年），國親令本山家臣秦泉寺氏降服，更攻擊了大高坂氏和國澤氏。
永祿3年（1560年），由岡豐出發裝載著長宗我部方兵糧的一艘船在前往種崎途中受到從潮江來的本山方兩艘船襲撃，船上的兵糧被奪去，國親為了報復而引誘本山方的家臣‧建築名人福留左馬丞（原本是國親的家臣），於是長濱城的城門簡單地被打開，國親進行夜襲並在5月26日攻陷長濱城。茂辰在朝倉城集結了2千餘士兵企圖奪回長濱城，在國親軍1千人的奮戰下，茂辰於5月27日在有兵力優勢的情況下敗北，浦戶城亦變成國親支配之下。（『土佐物語』）
不過後來得病並在6月15日死去。享年57歲（有異說）。家督由嫡男元親繼承。

## 人物逸話
- 與安藝的毛利元就對吉川氏、小早川氏進行的策略一様，向土佐國人眾香宗我部氏送出養子而令其從屬。而繼任家督的元親亦同樣向吉良氏送出養子。

- 一說長宗我部氏的軍制「一領具足」就是由國親的時代開始。

## 登場作品
遊戲
- 信長之野望系列（光榮）
- 太閤立志傳系列（光榮）
- 信喵之野望（光榮）
- 戰國大戰（SEGA，配音：寺杣昌紀(R)、菅沼久義(UC)）

## 外部連結
- 長宗我部國親 （页面存档备份，存于）